# Джон Мбіті
Джон Се́мюел Мбі́ті (John Samuel Mbiti; *30 листопада 1931, Муланго, округ Кітуї, Британська Кенія, тепер Кенія – 5 жовтня 2019, Бурґдорф, Швейцарія) — християнський філософ і письменник кенійського походження. Був висвячений на англіканського священика, вважається «батьком сучасної африканської теології». Також відомий як фольклорист — збирач і упорядник класичного видання казок народу камба, масивної колекції прислів'їв народів Африки.

## З життєпису
Джон Мбіті народився 30 листопада 1931 року в Муланго, округ Кітуї, східна Кенія. Його батьками були фермери Самуель Мутуві Нгаангі та Валесі Мбанді Кіімба; він був одним із шести дітей і виховувався в суворому християнському дусі. Християнське виховання спонукало його до здобуття освіти за посередництва Африканської Внутрішньої Церкви. 
Так, він відвідував середню школу Альянс в Найробі, а продовжив освіту в університетському коледжі Макерере, який закінчив у 1953 році. Надалі Дж. Мбіті мав академічні студії в США і отримав ступінь бакалавра мистецтв у 1956 році та ступінь бакалавра теології у наступному (1957) році в коледжі Баррінгтон, християнській школі вільних мистецтв у Род-Айленді. Потім він отримав ступінь доктора філософії з теології в Кембриджському університеті, який закінчив у 1963 році.
Джон Мбіті почав викладати релігію й теологію в університеті Макерере, Уганда і працював тут у період від 1964 до 1974 року, а згодом був директором Екуменічного інституту Всесвітньої ради церков у Богіс-Боссі, Швейцарія. 
Він також працював запрошеним професором в університетах по всьому світу та опублікував багато праць з філософії, теології, африканського фольклору тощо.
Від 2005 року до своєї смерті у 2019 році Мбіті був почесним професором Бернського університету та парафіяльним священиком у відставці у місті Бурґдорф, Швейцарія. Він був одружений з Вереною Мбіті-Зігенталер і мав чотирьох дітей і п'ятьох онуків. 
Мбіті помер у Бурґдорфі 5 жовтня 2019 року.

## Релігійна діяльність
Після закінчення Кембриджського університету Джон Мбіті був висвячений на священика Англіканської церкви. Він служив парафіяльним священиком в Англії, поки не повернувся в Макерере в 1964 році, щоб вивчати і викладати традиційні африканські релігії. 
У період 1974-1980 років Мбіті був директором Екуменічного інституту Боссі Всесвітньої ради церков. Він провів серію впливових конференцій, присвячених міжкультурній теології. Його метою було об'єднати африканських, азійських та інших теологів для екуменічної зустрічі та діалогу. Перша конференція в червні 1976 року була зосереджена на африканському та азійському внеску в сучасну теологію. Цю конференцію відвідало понад 80 учасників. Його друга, більш відома конференція «Сповідування Христа в різних культурах» відбулася в Боссі в липні 1977 року. У цій конференції взяли участь понад 100 осіб, які зібралися з 35 різних країн. Відбулися дискусії про те, як індивід може досягти від контекстуального до універсального визнання Христа, і наголосили на тому, як визнання може знайти вираження в літургії та богослужінні. Його третя конференція була присвячена «Богослов'ю корінного населення та Вселенській Церкві».
У 1980-1996 роках Мбіті був парафіяльним служителем у Бурґдорфі, Швейцарія, водночас від 1983 року викладав у Бернському університеті.

## Академічна діяльність
Джон Мбіті повернувся до університету Макерере, де від 1964 до 1974 року викладав традиційну африканську релігію. 
Перебуваючи в Макерере, він написав свою першу книгу «Африканські релігії та філософія» (African Religions and Philosophy, 1969). Головним завданням першої книги Мбіті, що стала справді фунаментальним дослідженням, сталоо заперечення широко поширених поглядів на те, що африканські традиційні релігії вкорінені в демонічних антихристиянських цінностях, і підкреслення того, що традиційні африканські релігії заслуговують такої ж поваги, як християнство, іслам, юдаїзм і буддизм. Він заснував своє твердження на знанні того, що в Біблії Бог є творцем усього сущого, тобто Бог відкрив Себе всьому сущому. 
Мбіті шукав особистий досвід для студій і викладання. Зокрема, він особисто здійнював польові дослідження, під час яких зібрав матеріали та ідеї від понад 300 африканських народів і племен. Коли студенти попросили професора зібрати його дослідження воєдино, він мусив об'єднати свої нотатки та лекції у своїй першій книзі, яка й була опублікована в 1969 році. 
Дослідник брав за основу інтерпретацію африканських традиційних релігій з твердої християнської точки зору, і цей його постулат іноді піддавався жорсткій критиці, як з боку західних теологів, так і африканськими інтелектуалами. Так, угандійський вчений і письменник Окот п'Бітек критикував Мбіті за те, що він виклав свої аргументи в термінах, які були встановлені західною наукою: у Мбіті африканська космологія повністю співвідноситься з християнськими поглядами на Бога як всемогутнього, всюдисущого і вічного, тоді як П'Бітек стверджував у своїй книзі «Африканські релігії в західній науці» (African Religions in Western Scholarship), що традиційні африканські релігії не мають піддаватися пізнанню ординарними їх адептами.
Сфера наукових інтересів Мбіті включала теологію в Африці та Азії та екуменізм. Він також працював над книгою африканських прислів’їв, зібраних з усього континенту.
Після виходу на пенсію з посади парафіяльного священика (1996) і викладача університету (2005) у Швейцарії Джон Мбіті переклав весь Новий Заповіт з його оригінальних рукописів старогрецькою та івритом своєю рідною мовою кікамба, якою розмовляють камба.
Серед численних престижних відзнак і почесних докторських ступенів, які отримав Джон Мбіті, Англіканська церква Південної Африки удостоїла його Нагороди архієпископа за мир і справедливість під час святкувань на його честь в Університеті Стелленбоша (ПАР) у листопаді 2016 року.